# Томас Геннінґ
Томас К. Геннінґ (9 квітня 1956, Єна) — німецький астрофізик, експерт у галузі формування зір і планет, директор Інституту астрономії Макса Планка (з 2001 року).

## Освіта і кар'єра
Геннінґ вивчав фізику та математику в Грайфсвальдському університеті, спеціалізуючись на фізиці плазми. Він продовжив навчання в Єнському університеті, де його спеціалізацією була астрономія й астрофізика та отримав ступінь доктора філософії в 1984 році. В 1984—1985 роках він працював постдоком в Карловому університеті в Празі. Після цього Геннінґ повернувся до Єни, де працював асистентом у Єнській обсерваторії, зробивши габілітацію в 1989 році. Потім він був запрошеним науковцем в Інституті радіоастрономії Макса Планка в Бонні в 1989—1990 роках і запрошеним лектором в Кельнському університеті в 1991 році. Того ж року Геннінґ повернувся до Йенського університету, обійнявши посаду керівника дослідницького підрозділу Макса Планка «Пил в областях зореутворення», і займав цю посаду до 1996 року. У 1992 році Геннінґ став професором Єнського університету.
У 1999 році Геннінґ став завідувачем кафедри астрофізики Єнського університету. У той же час він став директором Астрофізичного інституту та Єнської обсерваторії. Томас Геннінґ був запрошеним професором в Амстердамському університеті, в Європейській південній обсерваторії в Чилі, в Університеті Саппоро та в Копенгагенському університеті. Між 2000 і 2007 роками він був співголовою дослідницької групи DFG «Лабораторія астрофізики» в Хемніці та Єні. З 2001 року Геннінґ є директором і науковим співробітником Інституту астрономії Макса Планка, де він очолює відділ формування планет і зір. Він зберігає свою професорську посаду в Єні, а в 2003 році приєднався до Гайдельберзького університету як почесний професор.

## Робота
Геннінґ досліджує питання формування зір і планет. Однією зі сфер його діяльності є спостереження та моделювання протопланетних дисків навколо молодих зір — раннього етапу еволюції планетних систем. З цією метою Геннінґ також проводить дослідження властивостей міжзоряного пилу та, загалом, фізики та хімії міжзоряного середовища — як теоретично, так і з використанням методів лабораторної астрофізики та спостережної астрономії. Його спостережна робота зосереджена на інфрачервоних і субміліметрових довжинах хвиль.
Протягом своєї кар'єри Геннінґ брав участь у ряді великих дослідницьких проєктів, включаючи створення інструментів для космічного телескопа ESA Herschel, космічного телескопа Джеймса Вебба та телескопів Європейської південної обсерваторії, будівництво Великого бінокулярного телескопа в Аризоні, проєкт «Формування планетних систем» за результатами спостережень космічного телескопу Spitzer, кілька проєктів за результатами спостережень космічного телескопу Herschel, огляди неба Pan-STARRS і HAT South Transit Network. Він також є членом Школи Макса Планка «Matter to Life», співдослідником Гейдельберзького кластеру досконалості «Структури», співдослідником EDEN Transit Survey для пошуку землеподібних планет навколо зір спектрального класу M, співдослідником Heidelberg-Chile TESS Exoplanet Network, керівником лабораторії Інституту астрономії Макса Планка «Походження життя» та членом-засновником Європейського астробіологічного інституту. У 2019 році він отримав грант Європейської дослідницької радиа на свій проект «Від дисків, що утворюють планети, до планет-гігантів».
Геннінґ є членом ряду астрономічних керівних і консультативних органів, включаючи Раду ESO, Раду CAHA, Раду директорів LBT і PS1, а також Науково-консультативну раду Обсерваторії Карла Шварцшильда.

## Відзнаки та нагороди
- Тюрингська наукова премія федеральної землі Тюрингія в галузі фундаментальних досліджень (1998)[8]
- Стипендіат Німецької академії наук Леопольдіна (з 2000)[9]
- На честь нього названий астероїд 30882 Томгеннінґ[fr] (2009)[10]
- Нагорода ESA JWST за значні досягнення (2013)
- Ад'юнкт-професор — Інститут фундаментальних досліджень Тата, Школа природничих наук, Мумбаї, Індія (2016)[11]
- Премія Коццареллі Національної академії наук США (2017)[12]
- Почесний член Угорської академії наук (2019)[13]
- Ад'юнкт-професор — Токійський технологічний інститут, Токіо, Японія (2019)